# Joan Chelimo
Pour les articles homonymes, voir Chelimo.
Joan Chelimo ou Joan Chelimo Melly, née le 10 novembre 1990, est une coureuse de fond et marathonienne de nationalité kényane et roumaine . Elle est notamment lauréate du semi-marathon de Prague en 2018 et a remporté d'autres courses sur route importantes au niveau international telles que le semi-marathon de Berlin, le 10 kilomètres de Boston et le semi-marathon de Boston, puis le marathon de Séoul. Elle est aussi la créatrice de la fondation des Tirop’s Angels, qui aide au Kenya les sportives confrontées à des violences conjugales.

## Biographie
Joan Chelimo est née en 1990  dans le comté de Uasin Gishu, dans la Vallée du Rift, à proximité d’Eldoret.
Ses parents sont d’origine très modeste, et elle doit travailler dès son enfance. mais elle suit avec attention la création à proximité de centres d’entraînements à la course de fond, notamment par Colm O'Connell (en) ainsi que les méthodes utilisées par les stagiaires de ces centres. Elle s’entraîne en utilisant les mêmes méthodes. En 2009, elle a connaissance des premières réussites de athlètes féminines kényanes, et se rend à Kaptagat. Ne pouvant intégrer les campus d'athlètes de cette localité pour des raisons financières, elle y vit dans une cabane. Ses entraînements commencent à donner des résultats. Elle participe à de petites courses sur route en 2011, sur différentes distances, au Kenya puis en Espagne et au Maroc pendant les trois années suivantes. La course à pied n’est pas dans la culture de son village d’origine, mais est considérée à partir de cette époque par les femmes kényanes, en en faisant une profession, comme un moyen d’émancipation, d'accès à des revenus plus significatifs (au prix d'entraînements très exigeants) et d’ouverture au monde,.
En 2014, elle remporte plusieurs succès significatifs à l’international avec 3 victoires consécutives, sur le semi-marathon de Wachau, dans les montagnes autrichiennes, en 1 h 11 min 52 s, sur le 10 kilomètres de Swansea, au Pays de Galles et sur le semi-marathon de Cardiff, également au Pays de Galles. Avec ses revenus sportifs, elle finance les études de plusieurs membres de sa famille ainsi qu’un dispositif de collecte d’eau pour ses parents.
Enceinte d’une petite fille, elle ne participe pas à la saison 2015 en raison de sa grossesse et revient à la compétition en fin d’année 2016.
En 2017, Joan Chelimo fait un retour en force sur la scène sportive internationale. Elle en termine deuxième au semi-marathon d'Eldoret. Elle remporte le semi-marathon de Berlin en 1 h 8 min 45 s, termine à la deuxième place aux 15 km internationaux du Puy-en-Velay, gagne les 10 km de Boston de la Boston Athletic Association, et obtient une deuxième place au semi-marathon de Copenhague après avoir mené la majeure partie de la course, réalisant un nouveau record personnel de 1 h 6 min 25 s, le septième temps le plus rapide de l'année. Et elle revient à Boston en octobre, deuxième épreuve de l'année de la Boston Athletic Association, en s'imposant au semi-marathon de Boston en 1 h 10 min 3 s.
En 2018, elle termine notamment quatrième au semi-marathon RAK-Halbmarathon, à Ras el Khaïmah aux Émirats arabes unis, avec un nouveau record personnel de 1 h 5 min 37 s, mais aussi troisième au semi-marathon de Copenhague, et remporte le semi-marathon de Prague en 1 h 5 min 4 s ainsi que la course Montferland-Run de 15 km à 's-Heerenberg aux Pays-Bas.
Lors du semi-marathon de Valence, le 27 octobre 2019, Chelimo Melly termine troisième en 1 h 6 min 9 s, derrière l'Éthiopienne Senbere Teferi (1 h 5 min 32 s) et la Néerlandaise Sifan Hassan (1 h 5 min 53 s). Début décembre, elle obtient la deuxième place de l'exigeante course Montferland Run de 15 km à 's-Heerenberg (Pays-Bas), battue de peu par l'Éthiopienne Tsigie Gebreselama.
L’année 2021 est un tournant à plusieurs titres dans son parcours. Elle décide d’opter pour la nationalité roumaine et l’obtient,. « Je voulais arriver quelque part où je peux m'entraîner correctement, où je bénéficie d'un soutien et où mes performances sont respectées et récompensées. Je savais que la Roumanie était un pays européen et après les premières visites, j'ai décidé que c'était un endroit où je m'installerai et élèverai mon enfant », explique-t-elle dans la presse roumaine. Elle s’appuie sur un entraîneur roumain, Carol Santa, qui a travaillé pendant plusieurs décennies en Roumanie, puis pendant dix ans au Kenya pour la Fédération turque d'athlétisme et travaille désormais pour son compte. Elle vit toujours essentiellement au Kenya, à Iten,. Elle court aux jeux olympiques de Paris en 2024 sous les couleurs roumaines. Mi-octobre 2021, alors qu’elle est à Iten, elle apprend l’assassinat d’une amie sportive de haut niveau, Agnes Tirop, tuée par son mari. Elle se rend au domicile d’Agnes Tirop pour constater sa mort et crée quelque temps plus tard une association kényane, la fondation Tirop’s Angels, pour aider les athlètes féminines victimes de violence conjugale.
En avril 2022, Joan Chelimo remporte le Marathon international de Séoul avec un nouveau record personnel de 2 h 18 min 4 s.
Le 3 mars 2024, elle triomphe au Semi-marathon de Paris avec un temps de 1 h 6 min 58 s. Le 27 avril 2024, lors de la course "Adidas Road to Records", elle établit un nouveau record de Roumanie pour le 10 km, se classant quatrième avec un chrono de 0 h 30 min 52 s. Aux Championnats d'Europe d'athlétisme 2024 à Rome, elle décroche la médaille d'argent au semi-marathon, terminant derrière la Norvégienne Karoline Grovdal. 

## Palmarès
| Date | Compétition           | Lieu | Résultat | Épreuve       | Temps          |
| ---- | --------------------- | ---- | -------- | ------------- | -------------- |
| 2024 | Championnats d'Europe | Rome | 2e       | Semi-marathon | 1 h 8 min 55 s |